# Big block

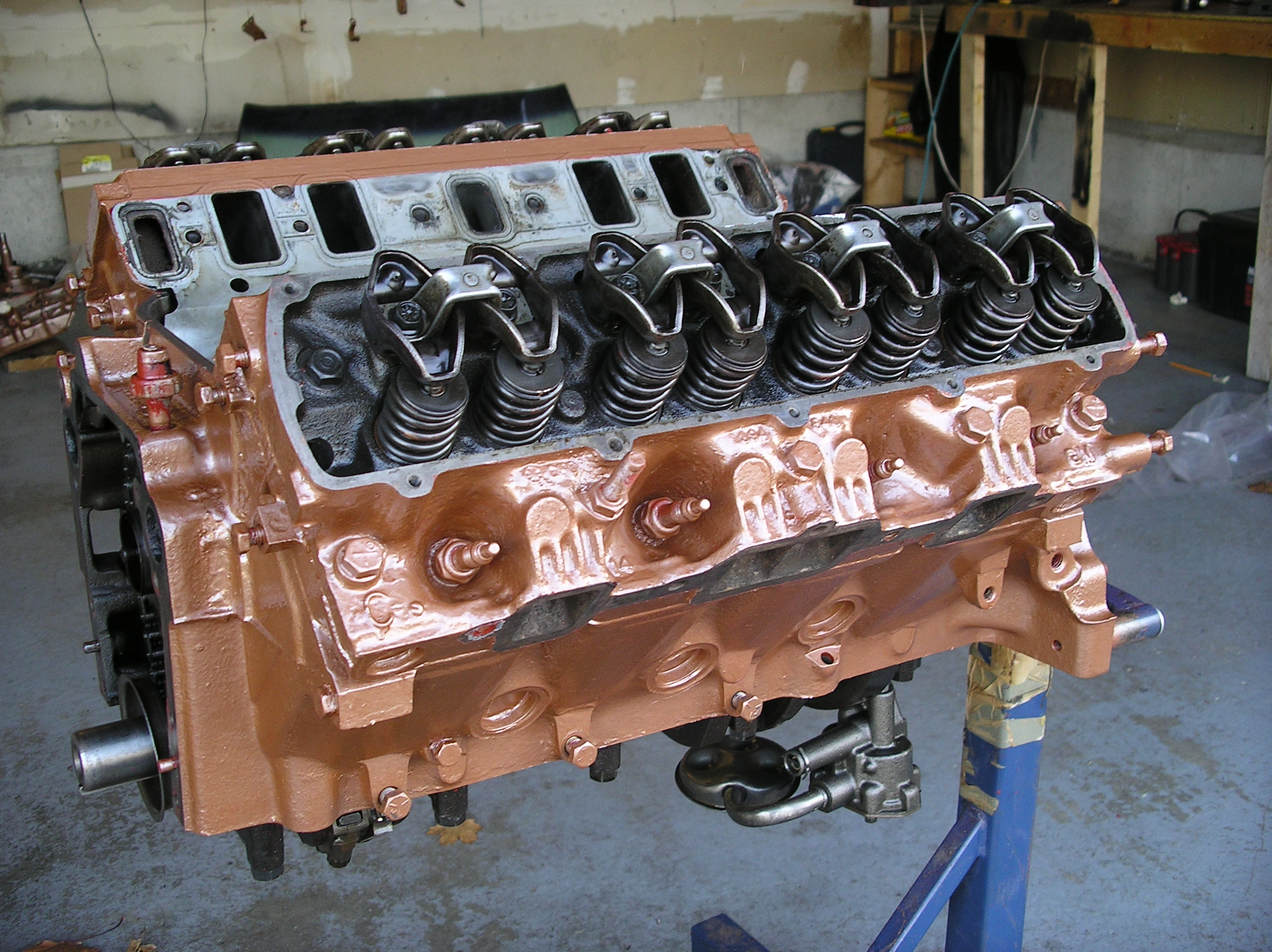
Un « big-block » Oldsmobile

Un big-block (« gros bloc-moteur ») est généralement un moteur V8 de grosse cylindrée fabriqué en Amérique du Nord. Ce type de moteur est utilisé en automobile mais est aussi monté dans des pick-ups, camions ou des bateaux dans ses versions « marine ».

## Qualification

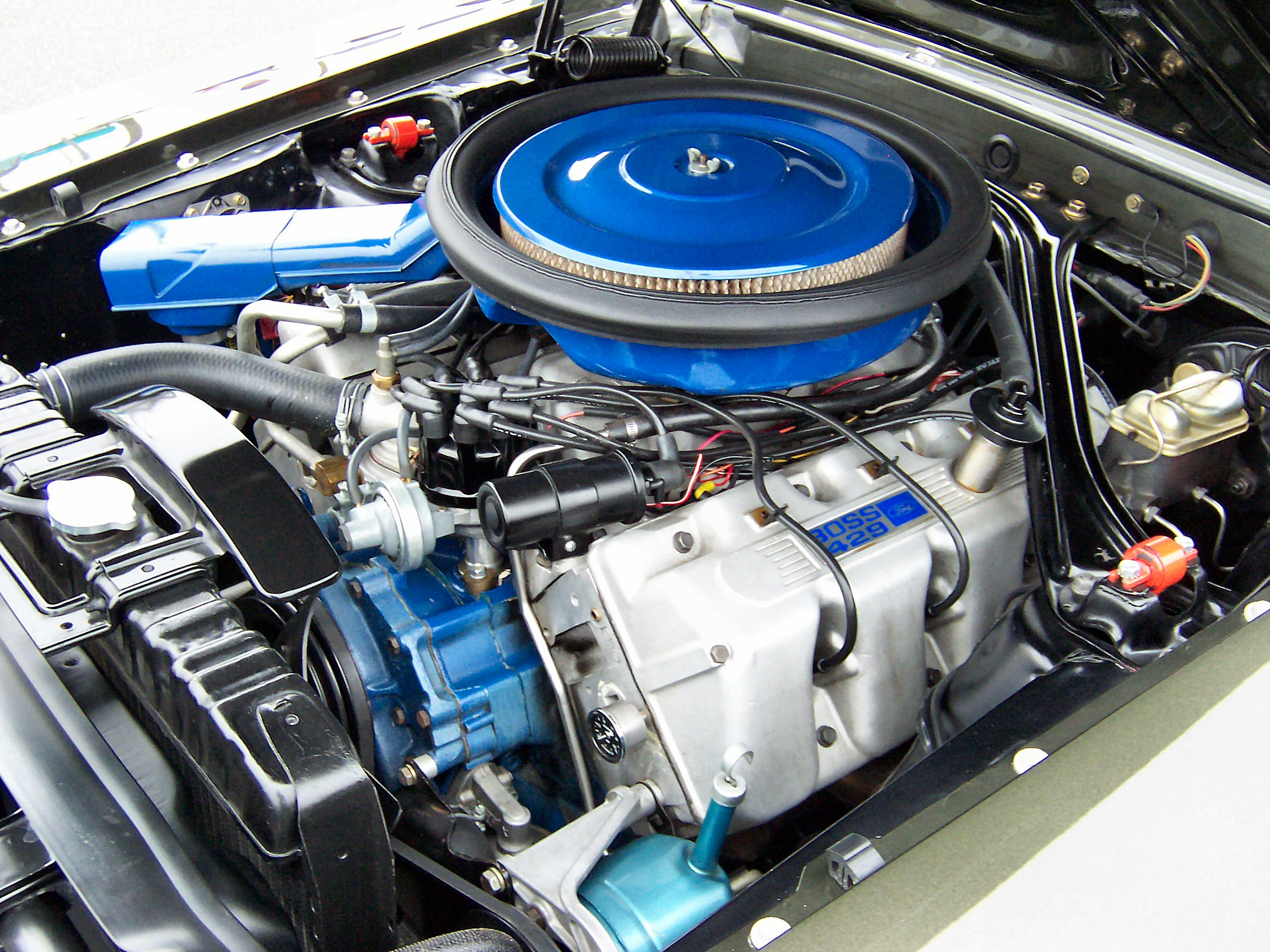
« Big block » de Ford Mustang Boss 429 (429 cubic inches)

La distinction entre « petit bloc » (small-block) et « gros bloc » (big-block) provient d'une période de l'industrie automobile américaine pendant laquelle chacun des trois grands constructeurs (Big Three), General Motors, Ford et Chrysler, disposait de deux familles de moteurs V8, différenciés par la longueur de leur bloc, chaque taille pouvant recevoir plusieurs cylindrées.
La plus petite cylindrée d'un big-block est d'environ six litres, celle-ci est généralement exprimée en cubic inches (ou « ci », en français « pouces-cubes »), unité de mesure anglo-saxonne utilisée notamment aux États-Unis. Par exemple un moteur de 429 ci fait exactement 7 030 cm3 de cylindrée, soit un peu plus de 7 litres. Cependant, des moteurs basés sur un bloc court peuvent dépasser cette cylindrée, c'est par exemple le cas actuellement de la Chevrolet Corvette Z06, qui reçoit un small-block de 7 litres.

## Exemples de voitures ayant un moteurbig-block
- Plymouth Road Runner
- Ford Torino
- Pontiac GTO
- Ford Fairlane 500
- Ford Thunderbolt
- Ford 427 Cobra
- Ford Mustang boss 302
- Ford Mustang boss 429
- Dodge Charger
- Dodge Coronet
- Chevrolet Corvette
- Cadillac Fleetwood
- Cadillac Eldorado
- Chevrolet Suburban
- Chevrolet Chevelle super sport

Cadillac Escalade

## Exemples de voitures ayant un moteursmall-block
- Dodge Challenger
- Plymouth Barracuda